# Smileț, Pazardjik
Smileț (în bulgară Смилец) este un sat în comuna Strelcea, regiunea Pazardjik,  Bulgaria. 

## Demografie
Componența etnică a satului Smileț
     Bulgari (85,6%)
     Nicio identificare (14,39%)
     Altele (0%)
La recensământul din 2011, populația satului Smileț era de 271 locuitori. Din punct de vedere etnic, majoritatea locuitorilor (85,6%) erau bulgari. Pentru 14,39% din locuitori nu este cunoscută apartenența etnică.